# 何大中
何大中（1929年—），男，北京人，中国广播电视技术管理专家，曾任广播电影电视部高级工程师，中国电子学会副理事长。